# Себастея (фема)

Фемы Малой Азии в 950 году

Фема Себастея (греч. θέμα Σεβαστείας) — военно-административная единица Византийской империи, расположенная на территории северо-восточной Каппадокии и Малой Армении (современная Турция). Она была создана в качестве фемы в 911 году и существовала вплоть до её завоевания турками-сельджуками в период после битвы при Манцикерте в 1071 году.

## История
Фема была сформирована вокруг города Севастия (современный Сивас). Область входила в состав фемы Армениакон с середины VII века. Фема Себастея не упоминается ни в одном источнике вплоть до X века. В 908 году Себастея в первый раз была упомянута в качестве отдельной клисуры (укрепленная пограничная линия), а в 911 году она была возведена в статус полноправной фемы.
Фема состоит полностью из византийских пограничных районов, расположенных вдоль среднего течения Северного Евфрата. С расширением границ империи, граница Себастеи была продлена на юг и на восток до городов Мелитены, Самосаты и Тефрике, что соответствует примерно границам древних римских провинций Армения Прима и частей Армении Секунды и Сирии Евфратской. Однако с середины X века площадь фемы была значительно уменьшена из-за создания новых небольших фем.
В X веке регион испытал большой приток армян, которые стали доминирующим населением. После 1019/1021 года Себастея и прилегающие земли были уступлены византийским императором Василием II Болгаробойцей в качестве феодальных владений последнему царю Васпуракана Сенекериму Арцруни в обмен на сдачу его владений Византии. После этого с 1074 года после поражения византийцев, нанесенного им турками-сельджуками при Манцикерте в 1071 году, Арцруни правили на территории Себастеи в качестве независимых владетелей, пока она не была завоевана турками в 1090 году.